# Wodorotlenek litu
Wodorotlenek litu, (LiOH) – nieorganiczny związek chemiczny z grupy zasad. Występuje jako odmiana bezwodna lub monohydrat (LiOH·H
2O).

## Właściwości
Wodorotlenek litu jest ciałem stałym bezbarwnym (bezwodny) lub barwy białej (monohydrat), rozpuszczalnym w wodzie. pH jego roztworów wynosi ok. 12.
Reaguje z kwasami, dając sole litu, np. LiOH + HCl →  LiCl + H
2O.
Bezwodny wodorotlenek litu ma właściwości higroskopijne.
Uwodniony wodorotlenek litu podczas ogrzewania traci wodę krystalizacyjną.
Powoduje denaturację białka.

## Otrzymywanie
Można go otrzymać w wyniku elektrolizy wodnego roztworu chlorku litu lub w reakcji siarczanu litu z wodorotlenkiem sodu:
Li
2SO
4 + 2NaOH → Na
2SO
4 + 2LiOH.

## Zastosowanie
- W produkcji materiałów katodowych do baterii litowo-jonowych[1].
- W systemach oczyszczania gazów oddechowych w statkach kosmicznych, łodziach podwodnych, do usuwania dwutlenku węgla z wydychanego gazu poprzez wytwarzanie węglanu litu i wody[2].

## Toksyczność
Podczas połknięcia substancji może nastąpić podrażnienie błon śluzowych ust, gardła, przełyku i dróg pokarmowych oraz perforacja przełyku i żołądka.
Przy kontakcie wodorotlenku litu z oczami występują oparzenia oraz utrata wzroku.
Pary wodorotlenku litu działają drażniąco na drogi oddechowe oraz parząco na skórę.

## Pierwsza pomoc
Oczy skażone wodorotlenkiem litu należy przepłukać przez co najmniej 10 minut dużą ilością wody, zaś skażoną skórę należy przepłukać dużą ilością wody oraz zastosować glikol polietylenowy.
Po spożyciu substancji należy podać choremu dużą ilość wody. Nie należy powodować wymiotów ani nie próbować zobojętniać substancji.

## Działanie na organizmy wodne
Wodorotlenek litu działa szkodliwie na organizmy wodne. Szkodliwość zależy od wartości pH. Dawka toksyczna dla ryb wynosi 100 mg/l, zaś dla roślin 0,2 mg/l (w przeliczeniu na lit).